# Пію бранкійський
Пію бранкійський (Synallaxis kollari) — вид горобцеподібних птахів родини горнерових (Furnariidae). Мешкає в Бразилії і Гаяні.

## Опис

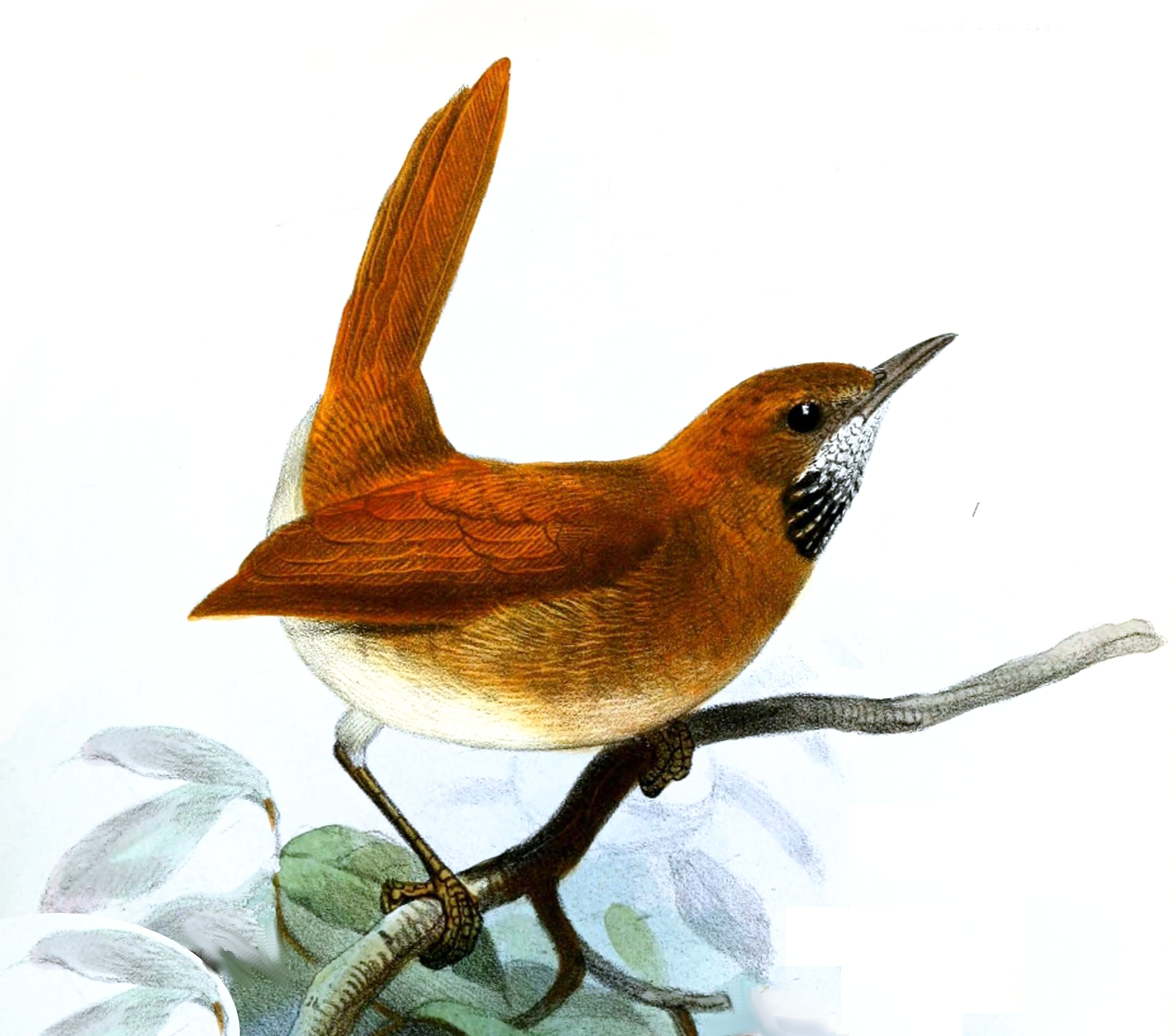
Бранкійський пію

Довжина птаха становить 15-16 см. Забарвлення переважно рудувато-коричневе, верхня частина тіла тьмяніша. Обличчя сірувате, горло біле, поцятковане чорними плямками, лоб і тім'я сірувато-коричневі. Живіт білуватий.

## Поширення і екологія
Бранкійські пію мешкають в долині Ріу-Бранку та деяких її приток (Котінго, Суруму, Такуту і Урарікоера) на північному сході штату Рорайма на півночі Бразилії, поблизу кордона з Гаяною. Вони живуть в сезонно затоплюваних тропічних лісах та на болотах. Зустрічаються на висоті до 100 м над рівнем млоя.

## Збереження
МСОП класифікує цей вид як такий. що перебуває під загрозою зникнення. За оцінками дослідників, популяція бранкійських пію становить від 1500 до 7000 птахів. Їм загрожує знищення природного середовища.